# Петрова, Таисия Ивановна
Таи́сия Ива́новна Петро́ва (1896—1976) — учёный-нанаевед, выпускница Ленинградского университета, сторонник признания ульчского языка диалектом нанайского и стандартизации единого нанайско-ульчского языка. В 1928 году размножила в Ленинграде на стеклографе гольдско-ульчскую книгу для чтения «Нанай бичхэни» («Нанайская грамота»).